# Fraternità sacerdotale San Pio X
La Fraternità sacerdotale San Pio X (in latino Fraternitas sacerdotalis Sancti Pii X, FSSPX) è una fraternità sacerdotale  cattolica, fondata da Monsignor  Marcel Lefebvre a Friburgo il 1º novembre 1970.
Marcel François Lefebvre, allora arcivescovo con l'accordo e l'approvazione di François Charrière, allora vescovo di Losanna, Ginevra e Friburgo, insieme al seminario a Ecône in Svizzera,  accolse giovani seminaristi cattolici di diverse nazioni.
Parlando della sua "opera di Chiesa", Lefebvre disse: "Non è nata con un obiettivo di contestazione o di opposizione, niente affatto. Essa è nata come nascono le opere di Chiesa, cioè per una necessità che si è presentata di vigilare sulla buona formazione del sacerdote".
La congregazione, costituita in opposizione al Concilio Vaticano II e alle riforme che ne sono seguite, raggruppa oggi molti dei continuatori della Chiesa preconciliare: gli aderenti desiderano conservare la messa tridentina e si oppongono all'ecumenismo e al dialogo interreligioso. La FSSPX è una società di vita comune senza voti sull'esempio delle società delle missioni estere.
È composta da sacerdoti, frati, suore ed è diretta da un superiore generale, aiutato da due assistenti e da un economo generale. Gli aderenti vengono comunemente chiamati lefebvriani (o, con forma anche graficamente adattata all'italiano, lefevriani), dal cognome del fondatore della comunità.
Dopo la morte di Lefebvre è stata a lungo guidata dall'episcopo svizzero Bernard Fellay, uno dei quattro sacerdoti ordinati vescovi da Lefebvre nel 1988 a cui il 21 gennaio 2009 è stata revocata la scomunica. Il 31 agosto 2015 papa Francesco afferma che è possibile, durante il Giubileo straordinario della misericordia, confessarsi dai sacerdoti appartenenti alla Fraternità, aprendo quindi un ulteriore sbocco per la riconciliazione.
L'11 luglio 2018, durante il IV Capitolo generale della Fraternità, è stato nominato nuovo superiore il presbitero italiano Davide Pagliarani.

## Storia

### L'origine della Fraternità

Il seminario internazionale San Pio X di Ecône in Svizzera

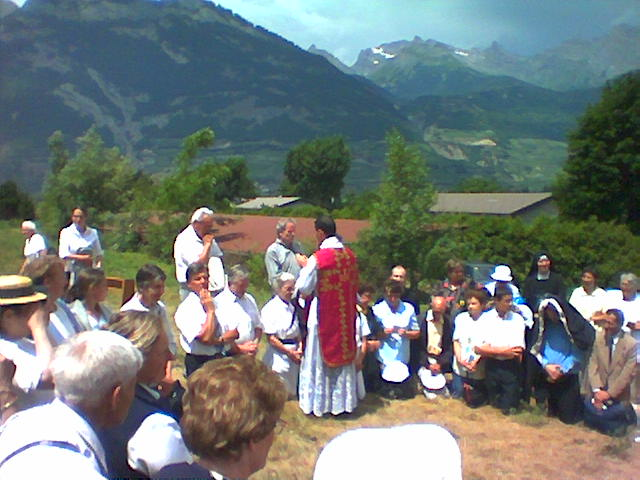
Benedizione ad Ecône, Svizzera.

Nel 1968 alcuni seminaristi, scontenti dell'insegnamento ricevuto nei seminari francesi, si rivolsero a monsignor Lefebvre per domandargli dove avrebbero potuto ricevere una formazione sacerdotale alternativa, ritenuta più autentica. Un primo tentativo fu fatto nel Seminario francese di Roma, che dipendeva dai Padri del Santo Spirito. Poco dopo si orientarono verso l'Università di Friburgo e, il 6 giugno 1969, monsignor Charrière, vescovo di Friburgo, diede la sua autorizzazione e il suo incoraggiamento per l'apertura nella città, sua sede vescovile, di un "Convitto internazionale di San Pio X", sotto la direzione di monsignor Lefebvre.
Di fronte all'aumento delle domande di ammissione, monsignor Lefebvre acquistò una seconda casa a Ecône, nel Vallese. Questa, all'inizio, non doveva ospitare che seminaristi del primo anno, detto "di spiritualità", che avessero fatto i loro studi a Friburgo, ma quando ritenne che l'Università di Friburgo non assicurasse più un insegnamento conforme alla tradizione cattolica, monsignor Lefebvre si decise a fare di Ecône la propria casa di formazione, e il 6 giugno 1971 benedisse la prima pietra dei nuovi edifici del seminario internazionale San Pio X, composti di tre ali, per ospitare circa 140 fra professori e seminaristi, le sale di studio e di comunità.
Nel 1971 la Fraternità sacerdotale San Pio X venne approvata dalla Santa Sede con lettera gratulatoria del cardinale Wright, prefetto della congregazione per il clero. Lefebvre annunziò allora che i sacerdoti della FSSPX avrebbero continuato a celebrare la messa secondo il rito di san Pio V. Suo primo rettore fu Jacques Masson, che successivamente rientrò nella Chiesa di Roma lasciando il seminario e facendo atto di sottomissione al papa.
Intorno a Ecône sono gravitate fazioni della destra francese, che non lesinavano al seminario il loro sostegno finanziario. Sul piano locale godeva dell'appoggio di personalità vallesane del partito democristiano, in particolare l'ex presidente della Confederazione Svizzera, Roger Bonvin. Punto di aggregazione fu il movimento Pro Fide.
Nella Fraternità cercarono rifugio cattolici disorientati dalla rottura con la tradizione che aveva caratterizzato, tra la fine degli anni '60 e l'inizio degli anni '70, alcuni settori della Chiesa e dell'episcopato (in particolare in Francia e in altri Paesi del Nord Europa), con nuove interpretazioni nella dottrina e nella liturgia, nonché numerosi abbandoni di sacerdoti, o da una nuova politica sociale della Chiesa, interpretata dai tradizionalisti come commistione con ambienti e dottrine marxiste.

### Primi dissidi

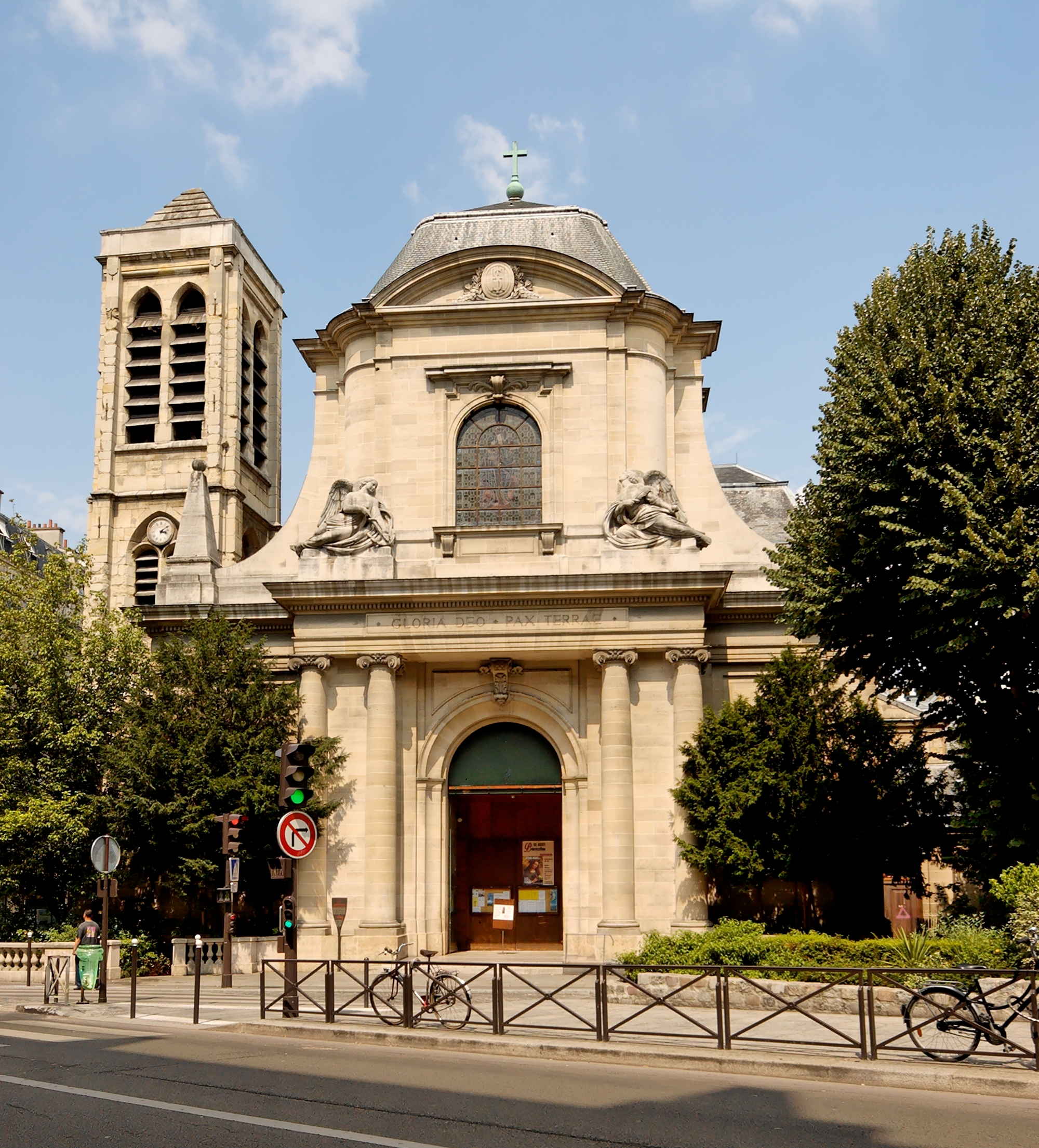
Facciata della chiesa di Saint-Nicolas-du-Chardonnet, a Parigi, occupata dalla Fraternità Sacerdotale San Pio X dal 1977

Fra Roma ed Ecône, i toni cominciarono a inasprirsi negli anni settanta, quando l'arcivescovo Lefebvre decise di ordinare dei preti formati esclusivamente nel seminario di Ecône senza l'accordo dell'autorità diocesana.
L'impronta decisamente conservatrice e soprattutto la crescente opposizione agli orientamenti del Concilio provocarono il ritiro del riconoscimento canonico e l'ordine di chiusura del seminario internazionale San Pio X di Ecône (1975). Dopo il rifiuto da parte di Lefebvre di accettare questa disposizione, intervenne lo stesso papa Paolo VI con lettere personali, ma Lefebvre rispose inasprendo la polemica contro la curia romana e disattese la proibizione di ordinare nuovi sacerdoti e di aprire nuove case. Nel 1976 Marcel Lefebvre fu sospeso a divinis e la fraternità sacerdotale San Pio X entrò così in stato di disubbidienza. Gli ammonimenti romani e la sospensione non impedirono alla fraternità di Ecône di trovare seguaci in diversi paesi.
Ecône contava nel 1976 circa 140 seminaristi. Molti che avevano già ricevuto gli ordini nel 1975, si trovarono di fronte alle prime difficoltà: per esercitare il sacerdozio in una parrocchia, ogni sacerdote deve essere incardinato, cioè deve essere accettato da un vescovo nella sua diocesi e le gerarchie nazionali impediscono ai presbiteri ordinati a Ecône di esercitare qualsiasi attività pastorale ufficiale.
Nel febbraio 1977 sacerdoti appartenenti alla Fraternità Sacerdotale San Pio X occuparono a Parigi la chiesa di Saint-Nicolas-du-Chardonnet.

### L'inizio del pontificato di Giovanni Paolo II

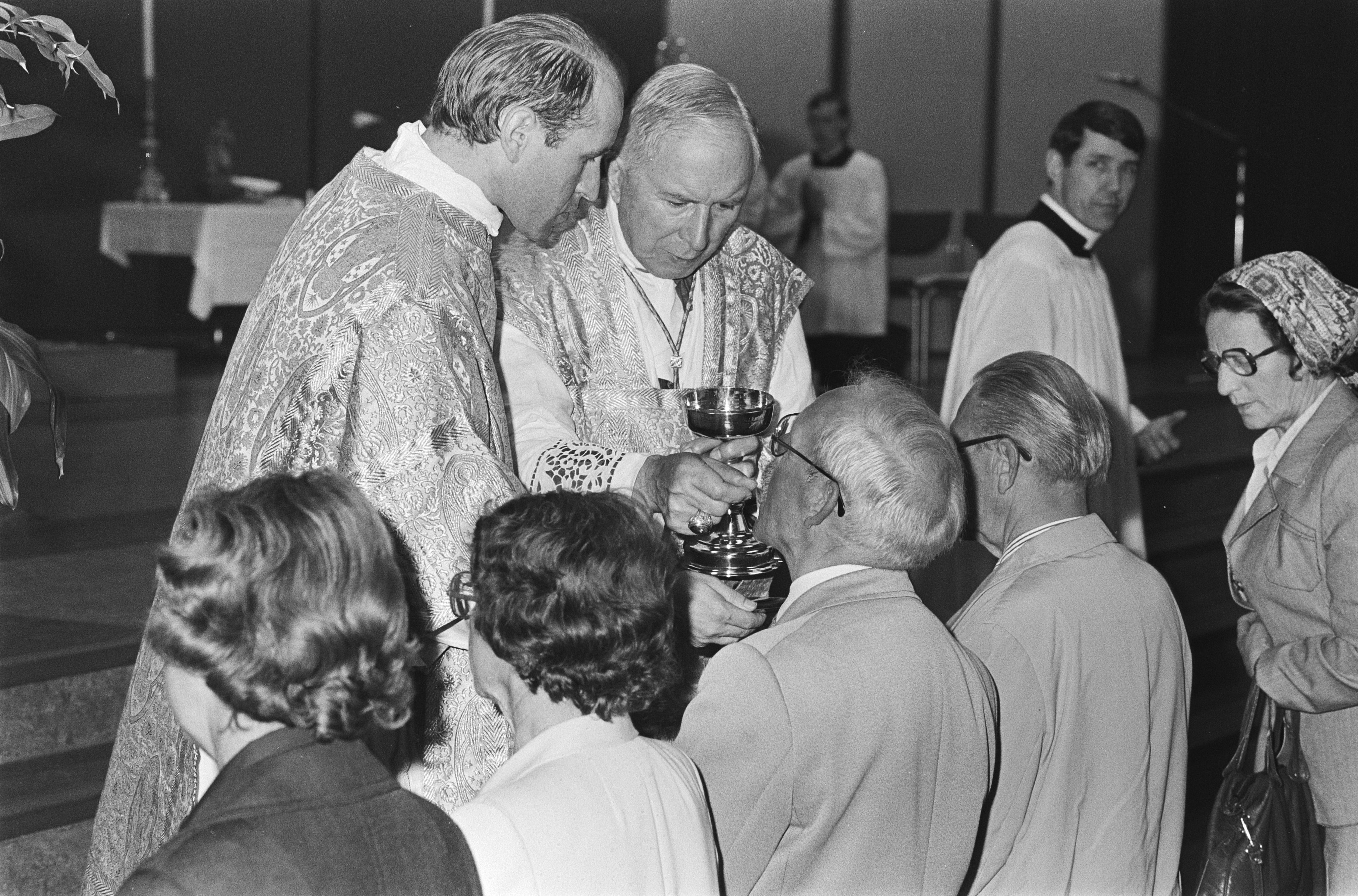
Mons. Marcel Lefebvre con Franz Schmidberger nel 1981

La pubblicazione di Rapporto sulla fede del cardinale Ratzinger apparve a molti come un elemento nuovo nel caso Lefebvre: si intravedevano in questo libro importanti affinità con certe tesi di Lefebvre. Ma subito dopo il sinodo straordinario, gli eventi precipitarono. Le due iniziative ecumeniche del papa che rappresentavano la ricerca della fratellanza fra le religioni delineata nel concilio Vaticano II, la visita alla sinagoga di Roma e la giornata di preghiera in comune con i rappresentanti delle grandi religioni ad Assisi provocarono vivacissime critiche da parte dei seguaci di Lefebvre e gettarono olio sul fuoco.
Nel 1981 Antônio de Castro Mayer, vicino alle posizioni di Lefebvre, rassegnò le proprie dimissioni da vescovo di Campos in Brasile, e diresse l'unione sacerdotale San Giovanni Maria Vianney.
Nel 1983 a Lefebvre succedette nella carica di Superiore Generale della FSSPX Franz Schmidberger.

### La rottura definitiva tra Roma ed Ecône
Dal 1987, la Santa Sede aveva intrapreso tentativi di conciliazione, culminati nel maggio 1988 in un'intesa che implicava comunque per Lefebvre il divieto di consacrare nuovi vescovi. La rottura totale maturò negli ultimi giorni di maggio, dopo l'opposizione del papa a nuove concessioni richieste da Ecône, che il cardinal Ratzinger sarebbe invece stato propenso a esaminare favorevolmente (udienza del cardinal Ratzinger del 27 maggio 1988). Nel giugno dello stesso anno, Lefebvre contravveniva al divieto ricevuto consacrando quattro vescovi a Ecône (Bernard Fellay, Bernard Tissier de Mallerais, Richard Williamson e Alfonso de Galarreta): ciò ebbe come esito la scomunica ufficiale del Vaticano e la pubblicazione del motu proprio Ecclesia Dei. Aveva partecipato alla cerimonia con Lefebvre, come co-consacrante imponendo le mani e recitando la preghiera consacratoria nell'ordinazione, il vescovo brasiliano Antônio de Castro Mayer che portò con sé l'intera diocesi di Campos. Il problema non è la validità di queste ordinazioni, ma la sua liceità: si tratta cioè di ordinazioni valide, ma illecite.
Con l'Ecclesia Dei però Giovanni Paolo II aveva istituito una commissione per facilitare la piena comunione ecclesiale dei sacerdoti e fedeli legati a Lefebvre con la Chiesa cattolica nel rispetto delle loro tradizioni liturgiche, e invitò i vescovi a una più ampia e generosa applicazione dell'indulto riguardante l'uso del messale romano del 1962, già concesso nel 1984 con la lettera Quattuor abhinc annos. Ciò produrrà negli anni il ritorno di sacerdoti e fedeli della FSSPX verso la comunione con Roma, che si aggiunsero alle defezioni dei sacerdoti che lasciarono la FSSPX a causa di divergenze teologiche dottrinali e liturgiche, nove sacerdoti operanti negli Stati Uniti d'America nel 1983 lasciarono la Fraternità (sedevacantisti e sedeprivazionisti), altri quattro fondarono nel dicembre del 1985 l'Istituto Mater Boni Consilii, e aderirono alla Tesi di Cassiciacum elaborata da Mons. Michel Guérard des Lauriers, O.P. che negli anni settanta collaborò come professore al seminario di Ecône. Alcuni sacerdoti che celebravano la messa tridentina, in comunione con il papa, fondarono la Fraternità sacerdotale San Pietro secondo quanto previsto dal motu proprio Ecclesia Dei.

### Il periodo successivo alle consacrazioni episcopali illecite

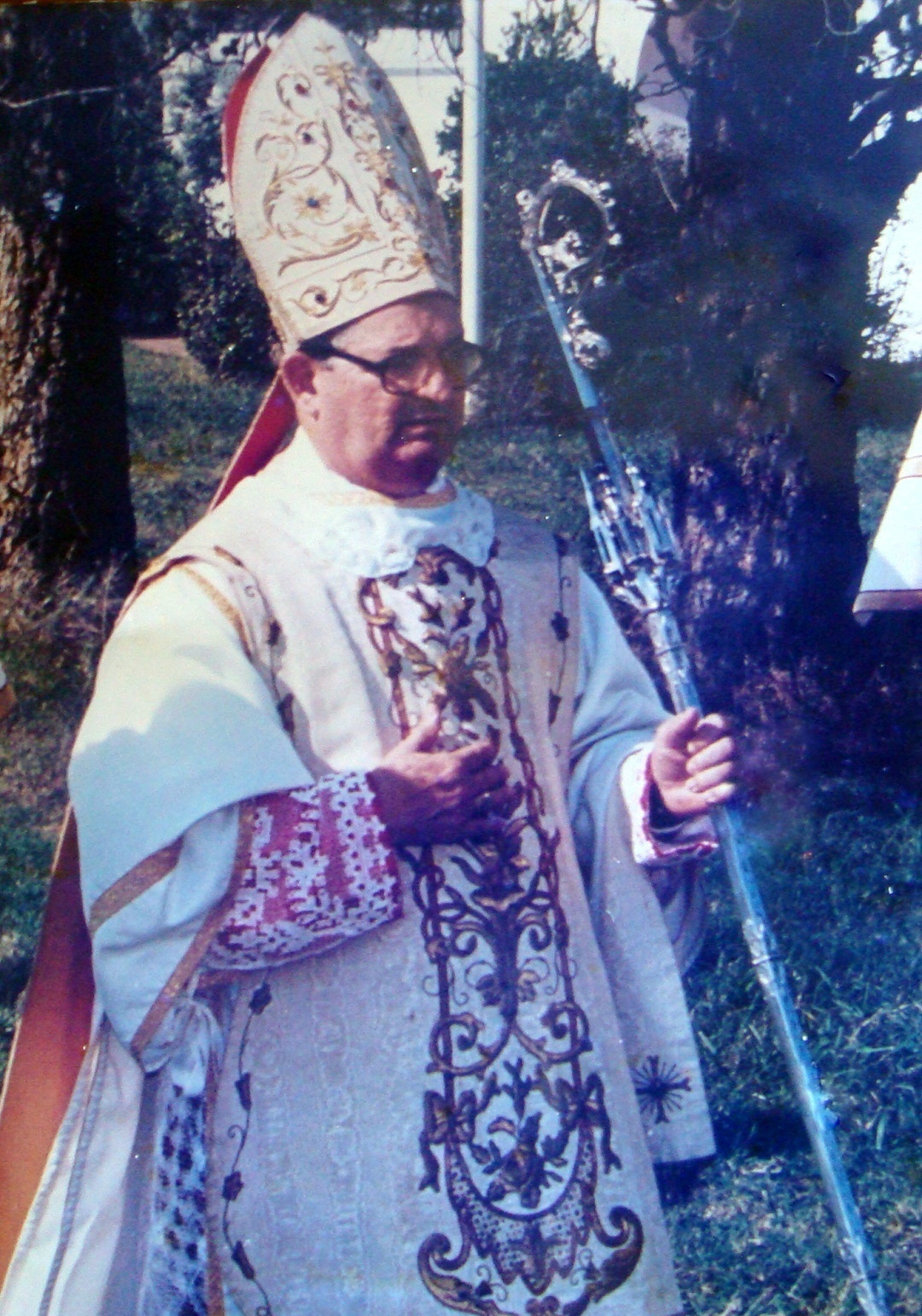
Il vescovo Licínio Rangel.

Nel luglio del 1988, durante un incontro con alcuni vescovi del Cile, il prefetto della congregazione per la dottrina della fede arrivò a dichiarare che la corrente lefebvriana presentava elementi positivi, che corrispondevano in effetti ad alcune deficienze della Chiesa postconciliare. Così Lefebvre, sempre secondo il cardinal Ratzinger, non avrebbe avuto tutti i torti nel denunciare un certo modo riduttivo di intendere il concilio Vaticano II che lo isolava dalla tradizione della Chiesa.
Nella riunione del consiglio permanente della CEI del 26 settembre 1988, Ratzinger, parlando della scomunica di monsignor Lefebvre: "I vescovi hanno constatato che fortunatamente le ripercussioni e conseguenze in Italia non sono state particolarmente gravi. Vi è quindi la speranza che, da noi, l'atto scismatico possa essere progressivamente riassorbito e dimenticato".
Lefebvre e de Castro Mayer morirono nel 1991. I vescovi della fraternità sacerdotale San Pio X consacrarono vescovo Licínio Rangel, superiore dell'Unione sacerdotale San Giovanni Battista Maria Vianney (che operò prevalentemente a Campos, in Brasile).
Dopo la morte di Lefebvre il movimento da lui iniziato continuò ad avere un certo seguito negli ambienti tradizionalisti cattolici, anche se alcuni fedeli lo abbandonarono per aderire alla Fraternità sacerdotale San Pietro, istituto religioso approvato dalla Santa Sede. I loro rapporti con Roma sono regolati dalla commissione pontificia Ecclesia Dei, dal titolo della lettera apostolica di Giovanni Paolo II che l'ha istituita.
Salvador Lazo y Lazo rassegnò nel 1993 le dimissioni da vescovo di San Fernando de La Union, nelle Filippine, e aderì alle posizioni della Fraternità sacerdotale San Pio X.
Nell'agosto del 2000, la FSSPX era stata autorizzata, unitamente ad altre comunità che ne seguono l'impostazione e ne condividono il giudizio sulla situazione della Chiesa, ad organizzare un proprio pellegrinaggio al Giubileo di quell'anno. Sotto la loro guida, entrarono nelle basiliche papali alcune migliaia di persone, provenienti dai cinque continenti. Molto numerosi erano i gruppi asiatici e dell'Est europeo. Diversi preti della FSSPX hanno anche potuto celebrare battesimi nelle basiliche vaticane.
Il 28 settembre 2000 Fellay fondò la Fraternità San Giosafat d'Ucraina con sede a Leopoli, di rito bizantino, che comprendeva inizialmente padre Vasyl' e sei altri preti accomunati dai medesimi ideali e finalità della FSSPX, per tutelare la tradizione ucraina.

### La remissione della scomunica
La società sacerdotale San Giovanni Battista Maria Vianney nel 2002 rientrò nella piena comunione con il papa e venne a costituire l'amministrazione apostolica personale per i fedeli di tradizione tridentina a Campos.
I responsabili della fraternità San Pio X, Bernard Fellay e padre Franz Schmidberger, erano stati ricevuti in udienza da papa Benedetto XVI, il 29 agosto 2005, nella villa pontificia di Castel Gandolfo. Al termine dell'udienza, un comunicato della sala stampa della Santa Sede aveva segnalato che essa era avvenuta "in un clima di amore per la Chiesa e di desiderio di arrivare alla perfetta comunione".
L'8 settembre 2006, un gruppo di sacerdoti usciti dalla fraternità San Pio X fondavano in Francia l'Istituto del Buon Pastore, i cui statuti vennero approvati dalla Santa Sede che la eresse canonicamente come società di vita apostolica di diritto pontificio. Questa nuova comunità celebra la messa e amministra i sacramenti utilizzando esclusivamente i libri liturgici in vigore nel 1962, prima della riforma liturgica.
Le nuove possibilità di celebrazione della messa tridentina offerte dal motu proprio Summorum Pontificum di papa Benedetto XVI e il documento Risposte a quesiti riguardanti alcuni aspetti circa la dottrina sulla Chiesa della Congregazione per la dottrina della fede avevano proprio lo scopo di facilitare il rientro della Fraternità sacerdotale San Pio X nella Chiesa cattolica e la fine dello scisma.
I lefebvriani chiesero la revoca della scomunica, con l'impegno a rispondere entro il 28 giugno 2008 alle proposte presentate per conto di Benedetto XVI dal cardinale Darío Castrillón Hoyos, presidente della pontificia commissione Ecclesia Dei. Si trattava di sottoscrivere cinque clausole, dopo le quali la FSSPX sarebbe potuta rientrare in piena comunione con la Chiesa cattolica. La proposta non venne accettata e il superiore generale della Fraternità non la ratificò.
Il 26 giugno 2008 la comunità monastica dei Redentoristi transalpini, con sede centrale in Papa Stronsay, una piccola isola del nord della Scozia, che nella loro storia aveva ricevuto sostegno dall'arcivescovo Marcel Lefebvre e dalla fraternità sacerdotale San Pio X, è rientrata in comunione con Roma.
Il 21 gennaio 2009 il papa Benedetto XVI ha rimesso la scomunica ai vescovi della fraternità sacerdotale San Pio X mediante un decreto della Congregazione per i vescovi, accogliendo una lettera di Bernard Fellay del 15 dicembre 2008 in cui il presule dichiarava a nome della fraternità: «siamo sempre fermamente determinati nella volontà di rimanere cattolici e di mettere tutte le nostre forze al servizio della Chiesa di Nostro Signore Gesù Cristo, che è la Chiesa cattolica romana. Noi accettiamo i suoi insegnamenti con animo filiale. Noi crediamo fermamente al Primato di Pietro e alle sue prerogative, e per questo ci fa tanto soffrire l'attuale situazione».
Per quanto riguarda la sistemazione canonica, il giornalista Andrea Tornielli ipotizza per la comunità tradizionalista un inquadramento simile a quello dell'Opus Dei, ovvero una "prelatura personale" che potrebbe permettere alla FSSPX di continuare le sue attività e di formare i suoi seminaristi.
Benedetto XVI auspicava che la remissione della scomunica portasse «al più presto alla completa riconciliazione e alla piena comunione».
Nel decreto della Congregazione per i vescovi si esprime l'intenzione di «consolidare le reciproche relazioni di fiducia e intensificare e dare stabilità ai rapporti della fraternità San Pio X con questa Sede Apostolica. Questo dono di pace, al termine delle celebrazioni natalizie, vuol essere anche un segno per promuovere l'unità nella carità della Chiesa universale e arrivare a togliere lo scandalo della divisione.»
E si aggiunge un richiamo rivolto a tutta la fraternità: «Si auspica che questo passo sia seguito dalla sollecita realizzazione della piena comunione con la Chiesa di tutta la Fraternità San Pio X, testimoniando così vera fedeltà e vero riconoscimento del magistero e dell'autorità del papa con la prova dell'unità visibile».

### Il contrasto sul Concilio Vaticano II in seguito alla revoca della scomunica
La remissione della scomunica dei lefebvriani è stata accompagnata e seguita da malumori e dissensi in seno alla Chiesa cattolica. Il teologo progressista svizzero Hans Küng, in rotta di collisione con Roma, ha accusato il papa di «restaurazione» e «svolta conservatrice», lamentando «un'atmosfera opprimente nella Chiesa». Lo stesso Küng ha dichiarato: «È inspiegabile che il Papa si preoccupi più dei lefebvriani che di un miliardo di cattolici». Uno dei problemi ravvisati da Küng è la mancata sottoscrizione, da parte dei lefebvriani, dei documenti conciliari concernenti la libertà religiosa ed il rapporto con l'Ebraismo.
Il cardinale Walter Kasper, responsabile in Curia per i rapporti ecumenici e il dialogo con l'Ebraismo, spiegando la remissione della scomunica, ha dichiarato: «È un gesto pensato per favorire la ricostituzione dell'unità nella Chiesa. È solo un primo passo, perché c'è ancora da discutere su una serie di temi. Bisognerà vedere in che modo accettano il Concilio. E resta da vedere quale sarà lo status della Fraternità Pio X [...] Si è voluto togliere un ostacolo al dialogo. Per loro era importante che venisse tolta la scomunica allo scopo di parlare meglio insieme in vista del ristabilimento di una piena unità, che ancora non c'è. E credo che non sarà un processo facile».
Gebhard Fürst, vescovo di Rottenburg-Stoccarda, ha commentato: «Mi opprime, come vescovo e come pastore, che questi fatti abbiano portato a un'alienazione esteriore e interiore di numerosi credenti della Chiesa, a una perdita di fiducia specialmente da parte delle sorelle e dei fratelli ebrei nei confronti della Chiesa così come a una consistente distruzione del dialogo ebraico-cristiano».
I primi di marzo 2009, il portavoce dei lefebvriani, il sacerdote Alain Lorans, in un editoriale pubblicato sul sito ufficiale della fraternità, ha rivolto delle dure critiche all'ex arcivescovo di Milano, cardinale Carlo Maria Martini: «Martini è un sovversivo che ha avuto successo nella gerarchia ecclesiastica e, come Küng, è un ottuagenario contrario alla Chiesa». Il sacerdote lefebvriano accusa il cardinal Martini di essere un eretico sovversivo in quanto, nel suo Conversazioni notturne a Gerusalemme, «egli preconizza in effetti l'ordinazione di uomini sposati, l'accesso delle donne agli ordini che precedono il sacerdozio (in attesa di meglio!), l'accesso dei divorziati risposati alla comunione, l'appello ai diritti della coscienza individuale contro la disciplina dell'enciclica Humanae vitae».
Secondo Lorans, Martini sarebbe un temibile pericolo per la Chiesa, più di Küng, perché «le sue proposte non sono marginali, anzi hanno un vasto seguito all'interno della Chiesa».
Il cardinale José Saraiva Martins, da poco promosso all'ordine dei vescovi del Sacro Collegio, ha commentato: «È un attacco assurdo e ingiustificabile. Se il vero obiettivo è il Concilio, i lefebvriani sappiano che senza accettarlo resteranno fuori dalla Chiesa».
La remissione della scomunica era accompagnata dall'auspicio che si aprisse una prospettiva di piena comunione fra la Chiesa cattolica e la fraternità sacerdotale San Pio X, scongiurando lo scisma in atto e lo scandalo della divisione. Secondo il cardinal Jean-Pierre Ricard, arcivescovo di Bordeaux e membro della commissione Ecclesia Dei, il superamento dello scisma richiede «l'integrazione della struttura giuridica della fraternità di San Pio X nella Chiesa» e «un accordo su questioni dogmatiche ed ecclesiologiche». Secondo il cardinale Dionigi Tettamanzi, tuttavia, la fraternità dovrà compiere il passo fondamentale «dell'adesione a tutti i testi conciliari». Un chiarimento supplementare particolarmente riguardo alla dichiarazione conciliare Nostra aetate relativa al dialogo con ebrei e musulmani potrebbe essere necessario secondo il mediatore papale Darío Castrillón Hoyos, essendo l'«integrale riconoscimento» del Concilio Vaticano II il principale nodo da sciogliere. Infatti, una settimana dopo il decreto di remissione della scomunica, il superiore dei lefebvriani Bernard Fellay ha nuovamente confermato «le riserve» sul Concilio.
Il 27 febbraio 2009, Fellay ha dichiarato che la richiesta dell'accettazione del Concilio Vaticano II da parte del papa significherebbe «mettere il carro davanti ai buoi». In un'intervista al quotidiano svizzero Le Courrier, ha dichiarato che «i frutti del Concilio sono stati di svuotare i seminari, i noviziati e le chiese. Migliaia di preti hanno abbandonato il sacerdozio e milioni di fedeli hanno smesso di frequentare la messa o si sono rivolti alle sette. La fede stessa è stata snaturata».
Mercoledì 12 marzo 2009 viene resa pubblica la lettera del papa sulla remissione della scomunica ai lefebvriani, lo stesso giorno Benedetto XVI ricevette la delegazione del Gran Rabbinato d'Israele e della Commissione per i rapporti con l'Ebraismo.
Il 10 marzo 2009, il Papa indirizza una lettera ai vescovi della Chiesa cattolica, chiarendo la necessità di mantenere distinto il piano disciplinare della scomunica, che interessa i singoli, da quello dottrinale riguardante l'istituzione: «Non si può congelare l'autorità magisteriale della Chiesa all'anno 1962 – ciò deve essere ben chiaro alla Fraternità.. [...] Finché le questioni concernenti la dottrina non sono chiarite, la Fraternità non ha alcuno stato canonico nella Chiesa, e i suoi ministri – anche se sono stati liberati dalla punizione ecclesiastica – non esercitano in modo legittimo alcun ministero nella Chiesa». Il documento affermava la validità delle ordinazioni episcopali, ribadendo che i problemi dottrinali ancora aperti erano l'accettazione del Concilio Vaticano II e del magistero post-conciliare dei Papi.

### I colloqui dottrinali

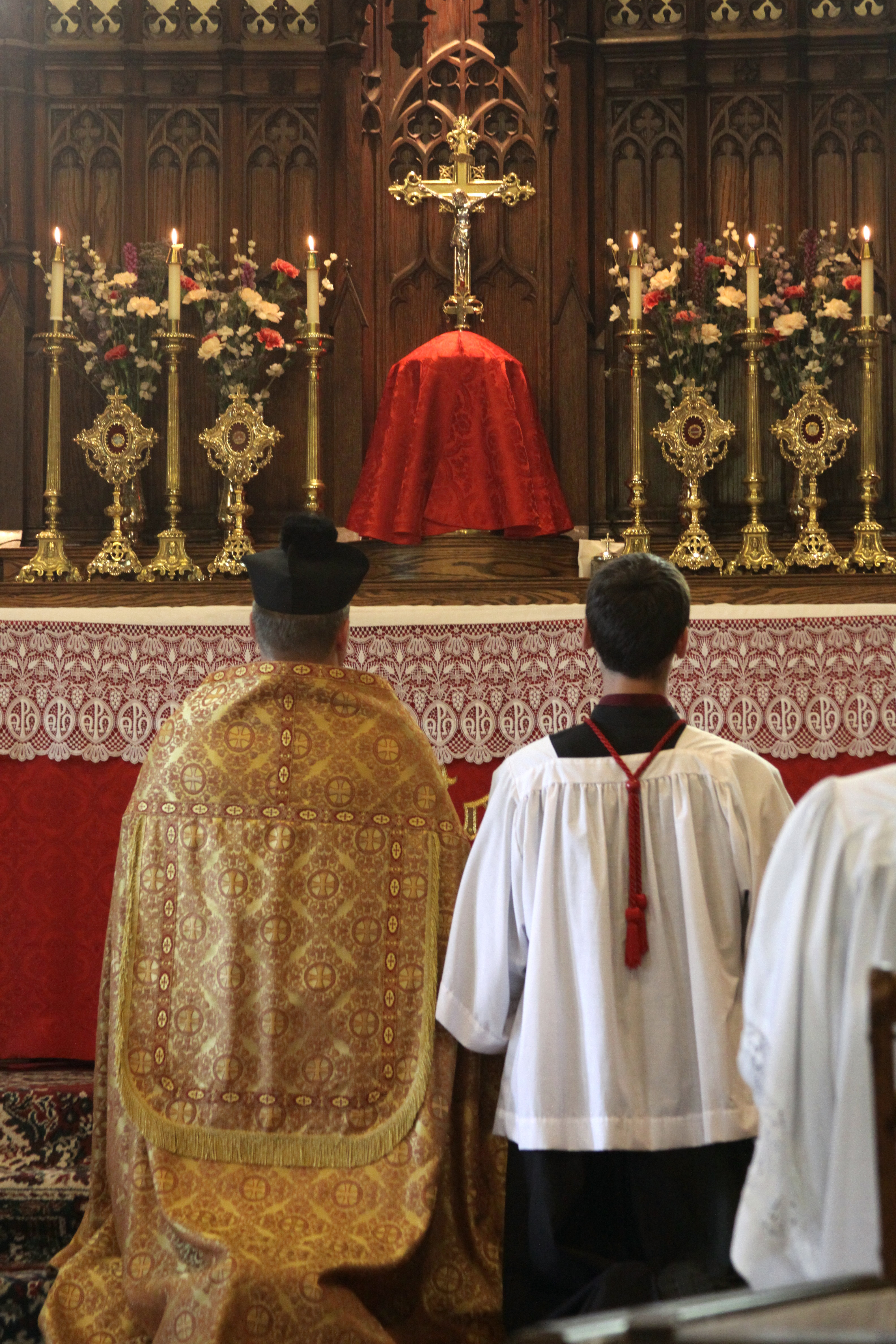
Messa tridentina celebrata presso la Cappella di San Giuda a Filadelfia, operata dalla Fraternità

Dal 26 ottobre 2009 iniziarono i colloqui dottrinali. Da parte vaticana vi era l'arcivescovo Luis Francisco Ladaria Ferrer, gesuita, segretario della Congregazione per la dottrina della fede (Cdf), il padre Karl Becker, anche lui gesuita, professore emerito della Gregoriana, padre Charles Morerod, domenicano, rettore dell'Angelicum e segretario della pontificia commissione teologica internazionale, monsignor Fernando Ocáriz, vicario generale dell'Opus Dei.
Da parte della fraternità sacerdotale di san Pio X furono presenti il vescovo Alfonso de Galarreta, direttore del seminario argentino della fraternità e i sacerdoti Patrick de La Rocque, Jean-Michel Gleize e Benoit de Jorna. I colloqui si sono svolti in otto incontri, fino all'aprile del 2011.
Il 14 settembre 2011 al termine di un'udienza tra i vertici della Congregazione per la dottrina della fede e i vertici della fraternità, la Santa Sede ha annunciato di aver sottoposto alla fraternità un preambolo dottrinale di accettazione del Concilio Vaticano II e del magistero successivo. L'eventuale accettazione di tale preambolo sarebbe premessa per il riconoscimento canonico della fraternità e per l'esame teologico di alcune espressioni o formulazioni dei testi del Concilio Vaticano II e del magistero.
Il 16 marzo 2012 la sala stampa della Santa Sede ha diramato un comunicato nel quale si dichiara che il papa Benedetto XVI ritiene la risposta del superiore della Fraternità san Pio X «non sufficiente a superare i problemi dottrinali che sono alla base della frattura tra la Santa Sede e detta Fraternità».
Nel novembre 2012 monsignor Augustine di Noia, segretario di Ecclesia Dei, scrisse ancora una lettera a monsignor Fellay, successore di Marcel Lefebvre alla guida della Fraternità San Pio X e a tutti i suoi sacerdoti: un appello rivolto con grande magnanimità e pazienza affinché la fraternità compia il passo "carico di fede" di riconciliazione con il papa, servo della comunione cattolica.
Entro il 22 febbraio 2013 la Fraternità San Pio X doveva dare una risposta a Roma ed esprimersi sull'accettazione o meno della bozza di accordo presentata loro l'8 gennaio. La rinuncia di Benedetto XVI al ministero petrino l'11 febbraio di fatto faceva cadere la scadenza per la risposta, mentre dichiarazioni, omelie e discorsi da parte del superiore generale, monsignor Fellay, e di altri vescovi della Fraternità San Pio X smentivano la possibilità di un accordo e della conseguente ricomposizione dello scisma.
In una lettera ufficiale del 15 aprile 2013 monsignor Fellay dichiarava a tutti i fedeli della fraternità: "Sull'accettazione totale del Concilio Vaticano II e sulla messa di Paolo VI, dunque sul piano dottrinale, noi siamo sempre al punto di partenza, tale e quale era posto negli anni Settanta da monsignor Lefebvre".
Il 27 giugno 2013, la dichiarazione definitiva nel venticinquesimo anniversario delle consacrazioni episcopali da parte di Lefebvre. In essa si ricorda il "gesto eroico" dell'ordinazione dei quattro vescovi, per poi ribadire che "la causa dei gravi errori che stanno demolendo la Chiesa non risiede in una cattiva interpretazione conciliare... ma piuttosto nei testi stessi!... Questo Concilio ha un magistero determinato a cambiare la dottrina cattolica con le idee liberali, un magistero imbevuto dei principi modernisti del soggettivismo... la Chiesa è prigioniera di questo spirito liberale che si manifesta evidente nella affermazione della libertà religiosa, nell'ecumenismo, nella collegialità episcopale e nel nuovo rito della messa".
Secondo alcune indiscrezioni la fraternità San Pio X procederà a nuove ordinazioni episcopali.

### Provvedimenti a favore della Fraternità durante il pontificato di papa Francesco
Il 17 marzo 2015 il governo argentino ha riconosciuto la Fraternità sacerdotale degli Apostoli di Gesù e di Maria (nome della Fraternità San Pio X in Argentina) come persona giuridica in quanto associazione di diritto diocesano, godendo dei privilegi che lo stato accorda agli enti riconosciuti dalla Chiesa cattolica. Tale riconoscimento è avvenuto in seguito a un'espressa richiesta dell'arcivescovo di Buenos Aires Mario Aurelio Poli. Questi infatti ha dichiarato al governo argentino, il 23 febbraio, che la Società fondata da Lefebvre è stata eretta nella sua diocesi come società di diritto diocesano a norma del canone 298 del codice di diritto canonico (associazione di fedeli) in attesa di essere riconosciuta come società di vita apostolica.
Il 5 giugno 2015, la Congregazione per la dottrina della fede ha accordato a Bernard Fellay, in qualità di superiore generale della medesima Fraternità San Pio X, i poteri di giudice di prima istanza in un processo canonico nei confronti di un sacerdote della Fraternità.
Nell'ultimo paragrafo della lettera datata 1º settembre 2015 e indirizzata a Rino Fisichella, presidente del Pontificio Consiglio per la promozione della Nuova Evangelizzazione, papa Francesco scrisse: «Per mia propria disposizione stabilisco che quanti durante l'Anno Santo della Misericordia si accosteranno per celebrare il Sacramento della Riconciliazione presso i sacerdoti della Fraternità San Pio X, riceveranno validamente e lecitamente l'assoluzione dei loro peccati».
Il 21 novembre 2016 la Santa Sede rese pubblica la lettera apostolica di papa Francesco Misericordia et misera del 20 novembre. Al paragrafo 12 di questo documento il pontefice estese al di là dell'Anno della Misericordia la facoltà di confessare accordata, il 1º settembre 2015, ai sacerdoti della Fraternità sacerdotale San Pio X. la concessione permanente di tale facoltà equivale de facto al riconoscimento della giurisdizione ordinaria.
Il 22 giugno 2016 la Fraternità fu autorizzata a celebrare le ordinazioni sacerdotali a Zaitzkofen, in Germania. Il 27 marzo 2017 papa Francesco decise, su proposta della Congregazione per la dottrina della fede e della Pontificia commissione "Ecclesia Dei", «malgrado l'oggettiva persistenza per ora della situazione canonica di illegittimità in cui versa la Fraternità di San Pio X», di autorizzare i vescovi delle diocesi sul cui territorio è presente la Fraternità, a concedere la licenza per la celebrazione di matrimoni dei fedeli che seguono la Fraternità.

## Posizione canonica
Il 30 giugno 1988 Marcel Lefebvre, insieme con de Castro Mayer, consacrò vescovi quattro sacerdoti della fraternità sacerdotale San Pio X (Bernard Fellay, Bernard Tissier de Mallerais, Richard N. Williamson e Alfonso de Galarreta) e la Santa Sede, con un decreto del 1º luglio, dichiarò i sei vescovi scomunicati. La scomunica per scisma è espressamente comminata dal motu proprio  Ecclesia Dei, e ribadito dalla nota esplicativa del pontificio consiglio per i testi legislativi (24/08/1996) che infatti ha dichiarato che "Dal motu proprio Ecclesia Dei del 2 luglio 1988 e dal decreto Dominus Marcellus Lefebvre della Congregazione per i vescovi, del 1º luglio 1988, appare innanzitutto che lo scisma di Lefebvre è stato dichiarato in relazione immediata con le ordinazioni episcopali compiute il 30 giugno 1988 senza mandato pontificio (cf. CIC, can. 1382). Tuttavia appare anche chiaramente dal predetti documenti che tale gravissimo atto di disobbedienza ha costituito la consumazione di una progressiva situazione globale d'indole scismatica."
Dato che, al riguardo, le autorità romane si sono più volte espresse in modi differenti, è complesso darne una definizione chiara ed univoca. Ai sensi del codice di diritto canonico (CIC) del 1917, le messe e quei sacramenti, per i quali è prevista la necessità della sola potestas ordinis (detta anche ab intrinseco) dei sacerdoti illecitamente ordinati sono validi, ma illeciti, vale a dire contrari al diritto della Chiesa. Quei sacramenti, per i quali è prevista anche la potestas jurisditionis (detta anche ab extrinseco), ovvero confessione e matrimonio, sono dubbi. I sacerdoti "lefebvriani", appellandosi ad alcune interpretazioni circa il Codice di diritto canonico (CIC) del 1983 (codice circa il quale, comunque, non hanno mai nascosto perplessità e riserve) che ha modificato la materia, invocano una sorta di potestas jurisditionis "di supplenza", per cui sarebbero certamente validi anche confessione e matrimonio. Tanto più che, alcuni teologi, che credono alla tesi dello scisma, osservano che, con la consacrazione episcopale del 30 giugno 1988, preti e vescovi della FSSPX, hanno smesso di essere degli illecitamente ordinati, per diventare ministri di un'altra Chiesa, di successione apostolica certa. Pertanto tutti i loro sacramenti sono da considerarsi validi, quanto quelli delle Chiese ortodosse. I vescovi della FSSPX ordinano validamente sacerdoti e altri vescovi. Quando c'è la successione apostolica, infatti, le ordinazioni – anche compiute da vescovi scomunicati – sono pienamente valide anche se non legittime.
La partecipazione dei fedeli alle celebrazioni della FSSPX è stata considerata illecita e ammessa solo in casi di vera necessità. Pertanto chi vi partecipava occasionalmente e senza condividere formalmente le posizioni della comunità lefebvriana nei riguardi del papa non incorreva nella pena della scomunica. Lefebvre peraltro aveva negato la validità della scomunica ricevuta affermando di essersi trovato in stato di necessità a causa della crisi della Chiesa, argomento che la Santa Sede ha sempre considerato irrilevante, specialmente a causa dei numerosi avvisi dati in precedenza a Lefebvre. La FSSPX ha affermato che la consacrazione poteva essere considerata una disobbedienza ma non uno scisma, in quanto si trattava di vescovi ausiliari e Lefebvre non aveva mai messo in dubbio l'autorità del papa; la posizione della Santa Sede e della maggioranza degli esperti di diritto canonico è che quella consacrazione rappresenta un atto scismatico (sanzionato regolarmente con la scomunica), seppure in assenza della creazione di una Chiesa scismatica.
La pontificia commissione "Ecclesia Dei" affermava, in due lettere datate 18 gennaio 2003 e 5 settembre 2005, che i fedeli, che assistono alle messe della fraternità sacerdotale San Pio X, non sono scomunicati, come non lo sono nemmeno i sacerdoti che celebrano, che invece sono sospesi. I fedeli possono assolvere all'obbligo domenicale assistendo a una messa celebrata da un prete della fraternità sacerdotale San Pio X e contribuire alla questua, non commettono peccato coloro che prendono parte ad atti ecclesiali lefebvriani senza condividere lo spirito scismatico del movimento.
Il 2 luglio 2009 papa Benedetto XVI torna sulla questione della posizione canonica della fraternità, con il motu proprio Ecclesiae unitatem: dopo aver ricostruito il processo di parziale riavvicinamento, il pontefice sostiene che «le questioni dottrinali, ovviamente, rimangono e, finché non saranno chiarite, la fraternità non ha uno statuto canonico nella Chiesa e i suoi ministri non possono esercitare in modo legittimo alcun ministero».

## Accuse di antisemitismo e negazionismo della Shoah
La fraternità è ritenuta dall'Anti-Defamation League un'organizzazione antisemita i cui rappresentanti, in sermoni, scritti, siti web e altre pubblicazioni, accusano gli ebrei contemporanei di deicidio, ritengono autentici i Protocolli dei Savi di Sion e credibile l'accusa del sangue. La fraternità sarebbe attiva nella propaganda antisemita sia sotto il profilo degli insegnamenti teologici sia attraverso la diffusione di teorie cospiratorie antisemite.
Il Simon Wiesenthal Center, accreditata come organizzazione non governativa presso le Nazioni Unite, l'UNESCO e il Consiglio d'Europa, ritiene notorio l'antisemitismo della Fraternità: il 7 febbraio 2009 ha pubblicamente richiesto la rimozione del materiale di contenuto antisemita dai siti internet gestiti dall'organizzazione lefebvriana.
Della fraternità si è occupato il Southern Poverty Law Center (SPLC): in un intelligence report del 2006, sostiene che «La fraternità sacerdotale San Pio X, che ha cappelle e scuole negli Stati Uniti, rimane una fonte di propaganda antisemita».
Il persistere di «correnti antisemite nella fraternità San Pio X» è stato denunciato dall'assemblea dei vescovi tedeschi nel marzo 2009.
In un'intervista al Welt am Sonntag, mons. Karl Lehmann ha sostenuto che il movimento lefebvriano rappresenti posizioni politiche sospette: gli aderenti si pongono infatti «nella linea di Action française, il movimento nazionalista radicale attivo in Francia a partire dal 1900» caratterizzato da un programma clericale, monarchico ed antisemita, dichiarato inconciliabile con la religione cattolica da papa Pio XI nel 1926.
Sono emersi rapporti tra l'ambiente lefebvriano e gruppi politici di estrema destra cattolica, tra cui il Fronte Nazionale di Jean-Marie Le Pen in Francia, la Liga Polskich Rodzin (Lega delle Famiglie Polacche) e Narodowe Odrodzenie Polski (Partito della Rinascita Polacca) in Polonia. In Italia vi sono rapporti con Forza Nuova, il cui leader, Roberto Fiore, è un frequentatore delle messe dei lefebvriani e che compare nel Board of Directors del St George Educational Trust (SGET), insieme al lefebvriano Michael Crowdy, che propaganda classici dell'antisemitismo e del fascismo inglese. Negli USA, il distributore del St George Educational Trust è la Legion of St Louis (LSL), di proprietà di John Sharpe, finanziatore della fraternità.. A Kansas City, nel Missouri, la rivista ufficiale della FSSPX, The Angelus, pubblica materiale antisemita e anti-democratico estratto da testi di Marcel Lefebvre, Denis Fahey, Richard Williamson, E. Michael Jones, John Vennari, Robert Sungenis, Roberto Fiore e Michael Crowdy.
Anche il teologo progressista Hans Küng, in un'intervista concessa a Lucia Annunziata, nel corso della trasmissione In 1/2 h su Rai 3 dell'8 febbraio 2009, ha definito la fraternità una piccola setta antisemita.
Fra il gennaio e il febbraio 2009, a seguito della remissione della scomunica ai quattro vescovi della fraternità ordinati senza mandato pontificio da Marcel Lefebvre, scoppia una polemica internazionale incentrata sulla tempistica della remissione principalmente a causa della posizione negazionista della Shoah assunta dal vescovo Richard Williamson in un'intervista pubblicata il 1º novembre 2008 e trasmessa dalla televisione di Stato svedese "SVT" il 21 gennaio 2009, giorno medesimo del ritiro della scomunica.
In quell'occasione, il rabbino capo di Roma Riccardo Di Segni ha commentato: «Nubi minacciose sembrano addensarsi sul dialogo ebraico cristiano [...] Voglio ricordare inoltre che i lefebvriani all'epoca della visita di Giovanni Paolo II nella sinagoga di Roma distribuirono un manifestino in cui si diceva "Papa non andare da Caifa" paragonando il rabbino Toaff al sacerdote che aveva condannato Gesù. Per loro eravamo e siamo ancora il popolo deicida. Questi sono i lefebvriani».
A seguito dell'intervista di Williamson, gli scritti della fraternità sono stati soggetti a un'aumentata attenzione massmediatica. Molto materiale che viene pubblicato sui siti internet della fraternità è stato ritenuto contenere propaganda antisemita dalla stampa di tutto il mondo. Il Consiglio centrale degli Ebrei di Germania, tramite il suo vicepresidente Salomon Korn, si è detto preoccupato per la scoperta delle attitudini antisemite dei lefebvriani e ha dichiarato che Williamson è solo la punta dell'iceberg.
Nell'ottobre 2013 la fraternità aveva accettato di celebrare il funerale, in forma privata e in rito antico, di Erich Priebke nella chiesa del priorato di Albano Laziale; a causa dei disordini scoppiati, sfociati in scontri fisici tra militanti di estrema destra ed estrema sinistra, le esequie si sono tenute in serata senza la presenza dei parenti. Il sacerdote Florian Abrahamowicz (espulso dalla FSSPX nel 2009 e attualmente affiliato alla Congregazione di Maria Regina Immacolata) ha celebrato una messa in suffragio di Priebke nel 2014, alla quale ha partecipato l'allora sindaco leghista del comune di Resana, Loris Mazzorato.
Dal canto suo, a più riprese, la FSSPX ha sempre dichiarato il suo netto rifiuto per ogni forma di antisemitismo e di odio razziale, ma anche dell'odio sotto tutte le sue forme; rispetto, poi, al nazionalsocialismo in particolare, tiene costantemente come suo riferimento l'enciclica Mit brennender Sorge di papa Pio XI, che dichiara l'incompatibilità tra fede cristiana e antisemitismo. Va infine ricordato, per ben comprendere quali potessero essere le supposte "simpatie naziste" di Lefebvre, che proprio suo padre, René Lefebvre (1879 - 1944), esponente di spicco della resistenza francese, fu arrestato dalla Gestapo il 21 aprile 1941 e condannato a morte a Berlino il 28 maggio 1942. Internato nel campo di concentramento KZ di Sonnenburg (Brandeburgo) vi morì il 4 marzo 1944, a causa di fame, freddo, umidità e in conseguenza del pestaggio a sangue da parte di un guardiano che gli procurò un'emiplegia con sincope. Il suo corpo non venne più ritrovato .

## Possibili nuove consacrazioni
Poco dopo la morte di mons. Bernard Tissier de Mallerais, don Pagliarani, superiore generale della Fraternità, ha infatti dichiarato:
La Chiesa ha tradizionalmente distinto nei vescovi il potere di ordine (ordinare presbiteri, consacrare altri vescovi e amministrare le cresime) dal potere di giurisdizione (governare una diocesi). Mentre il primo può essere validamente esercitato mediante un rito da qualunque vescovo validamente consacrato, anche contro la volontà del papa, il secondo invece spetta esclusivamente al papa per diritto divino. 
Contraddicendo la Pastor Aeternus del Concilio Vaticano I, la nuova ecclesiologia della Lumen gentium insegna che la consacrazione episcopale comunica insieme i due poteri di ordine e giurisdizione e quindi che ogni consacrazione episcopale, compiuta contro la volontà del Papa, sarebbe illecita e scismatica.

## Consistenza e distribuzione nel mondo

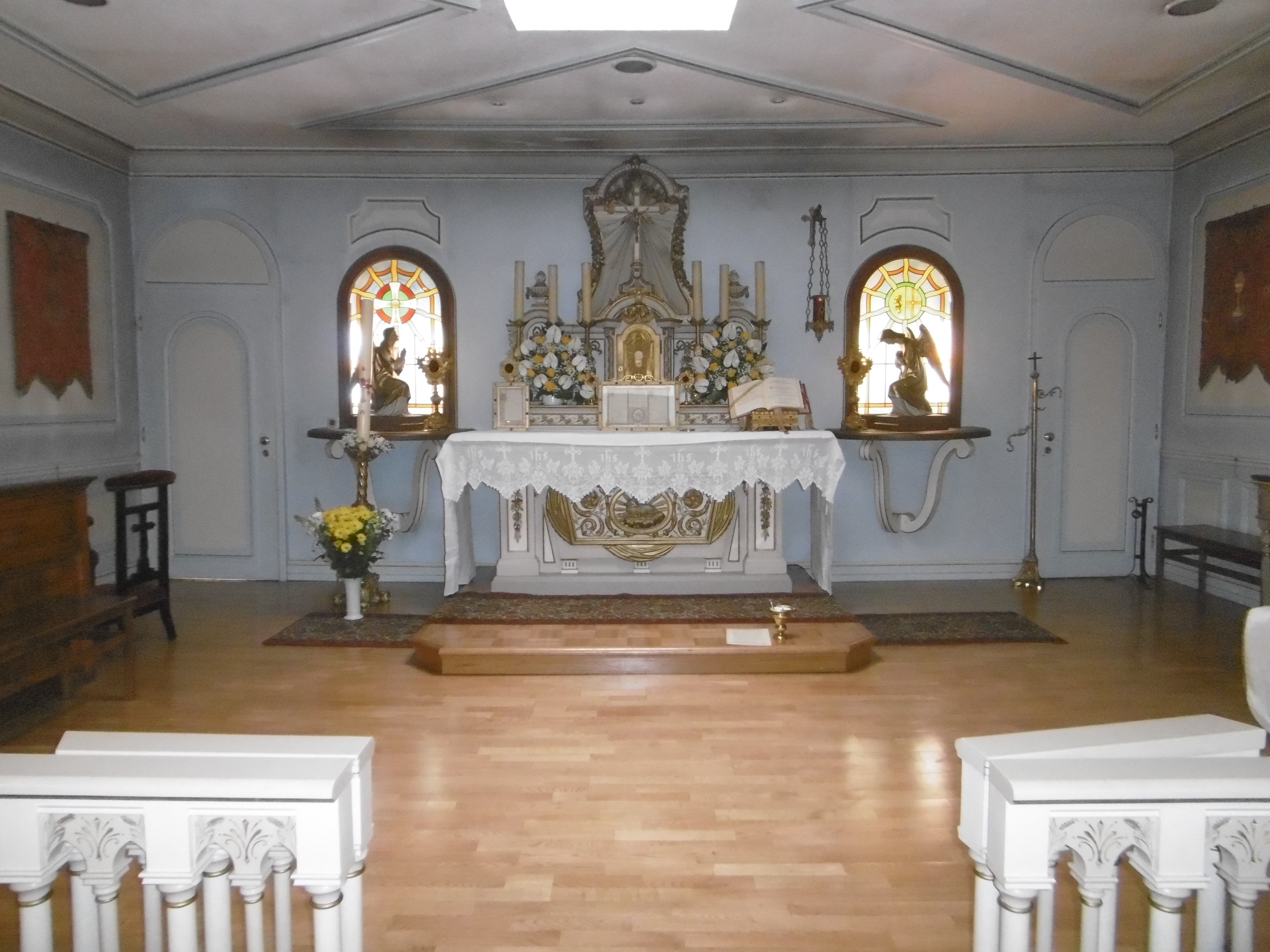
La cappella della Fraternità Sacerdotale San Pio X a Strasburgo

Monsignor Lefebvre aprì priorati e case in Stati Uniti (1973), Francia (1974), Italia (1974), Germania (1976), Svizzera (1977), Canada (1977), Argentina (1977), Spagna (1978), Austria (1981), Australia (1982), Irlanda (1983), Paesi Bassi (1984), Messico (1984), Africa australe (1984), Portogallo (1984), Gabon (1984), India (1986).
A settembre 2015, la Fraternità dichiara:
- 1 casa generalizia
- 6 seminari internazionali
- 14 distretti e 2 case autonome
- 162 priorati
- 750 chiese, cappelle e centri di messa
- 2 università
- 100 scuole
- 7 case di riposo
- 2 vescovi
- 715 sacerdoti
- 215 seminaristi
- 42 preseminaristi
- 119 fratelli
- 186 religiose
- 84 suore oblate
- 5 conventi di suore carmelitane
- i partecipanti al Terz'Ordine[90]

## Diffusione in Italia

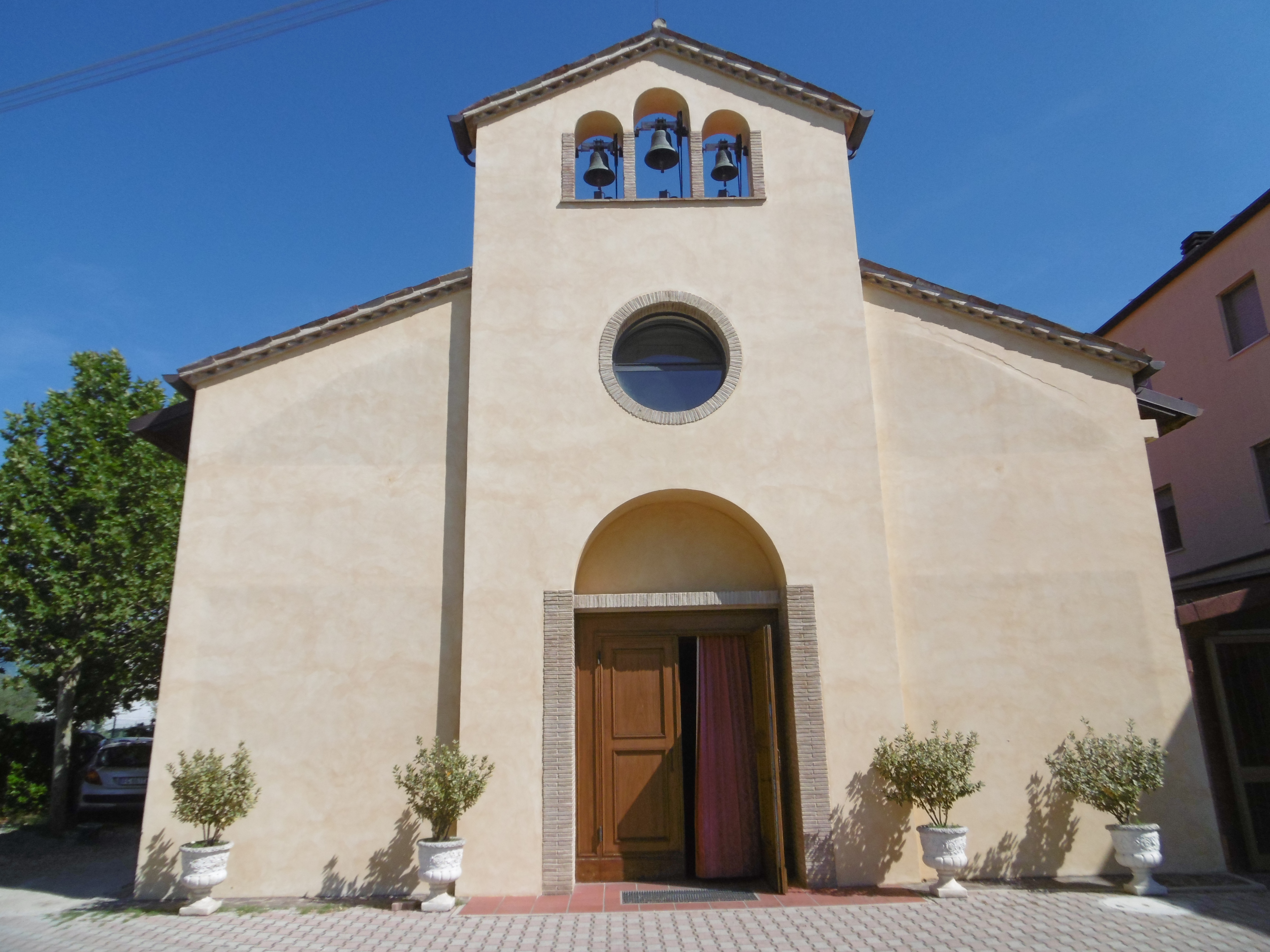
La cappella del Priorato Madonna di Loreto a Spadarolo di Rimini

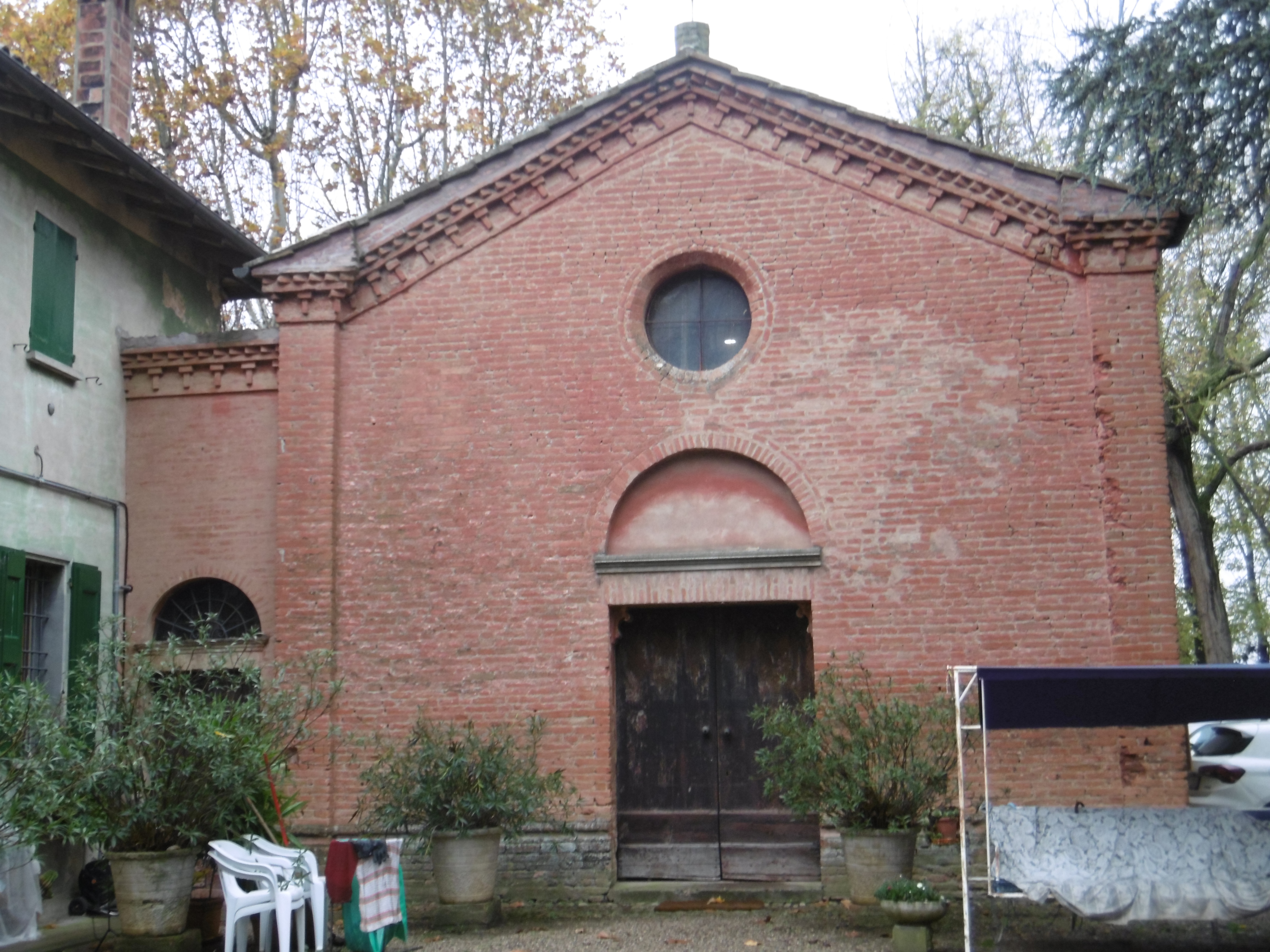
La chiesa dei Santi Pietro e Paolo a Bagnarola, frazione di Budrio

Il Distretto italiano dei lefebvriani ha sede presso il priorato di Albano Laziale. La fraternità sacerdote San Pio X possiede priorati ad Albano Laziale (RM) (fondato nel 1974), Spadarolo (RN) (fondato nel 1983), Montalenghe (TO) (fondato nel 1980) e a Silea (TV) (fondato il 14 novembre 2013).
Messe tridentine sono regolarmente officiate, oltre che nei priorati, nelle chiese o cappelle della fraternità presso Agrigento, Palermo, Chiaravalle (AN), Albino, Vigne di Narni (Terni), Bagnarola di Budrio (BO), Correggio (RE), Spinga Bressanone, Firenze, Lucca, Seregno (MB), Napoli, Cuneo, Pavia, Brindisi, Barletta, Olbia, Roma, Velletri, Torino, Trento, Silea (TV); Trieste, Bassano del Grappa, Vicenza, Verona.
Il superiore del distretto italiano di questa fraternità, è stato, dal 2019 al 2024, don Louis Sentagne, (succeduto a don Pierpaolo Maria Petrucci). Dal superiore italiano dipende una missione in Albania. Dal 15 agosto 2024 il nuovo superiore del distretto italiano è don Gabriele d'Avino.
La Fraternità San Pio X si occupa, in tutto il mondo, dell'assistenza spirituale di alcuni monasteri, che comunque, non hanno legami di dipendenza giuridica da essa; tra queste in Italia sono presenti: 
- la congregazione d'origine passionista delle Suore consolatrici del Sacro Cuore, fondata nel 1961 dal padre passionista Basilio Rosati[93] (morto nel 1996), al cui monastero di Vigne di Narni (Terni) è assegnato un cappellano della FSSPX dal 1996[94].
- e la congregazione delle Discepole del Cenacolo di Velletri (Roma), fondata dal sacerdote Francesco Maria Putti, figlio spirituale di padre Pio da Pietrelcina[95].

Con decreto del 9 giugno 2021 dell'arcivescovo Gian Carlo Perego al parroco della parrocchia personale di Santa Chiara Vergine a Ferrara è conferita la delega generale della facoltà di assistere ai matrimoni dei fedeli che seguono l'attività pastorale della Fraternità sacerdotale San Pio X, purché gli stessi siano celebrati nella chiesa di Santa Chiara Vergine.

### Pubblicazioni
Tradizione cattolica è la rivista ufficiale del distretto italiano della FSPPX.
Le Edizioni Piane sono la casa editrice ufficiale del distretto italiano. Il nome deriva dall'Editio piana delle opere di s. Tommaso d'Aquino voluta da papa san Pio V.
Dal 1978 il distretto statunitense pubblica The Angelus, bimestrale di fede, cultura, moralità e vita familiare. Nel giugno dello stesso anno l'arcivescovo Lefebvre accordò alla Angelus Press, casa editrice ufficiale del distretto statunitense della Fraternità, il privilegio di essere anche l'"editore e curatore ufficiale di libri, opuscoli e di tutte le altre pubblicazioni ufficiali della Società provenienti dalla sede internazionale della Società in Svizzera".

## Galleria d'immagini

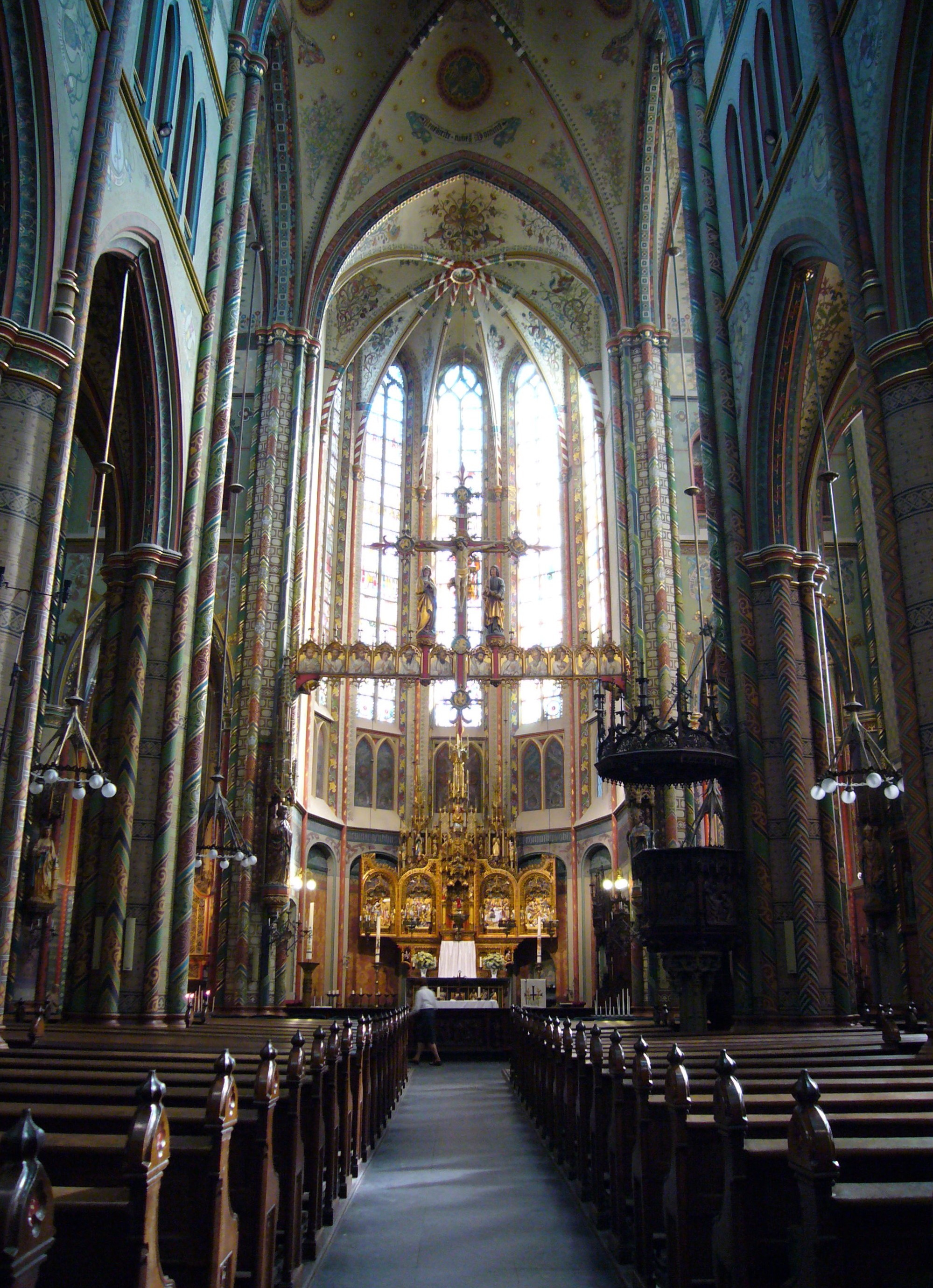
Chiesa di San Villibrordo a Utrecht, acquisita dalla Fraternità nel 2015
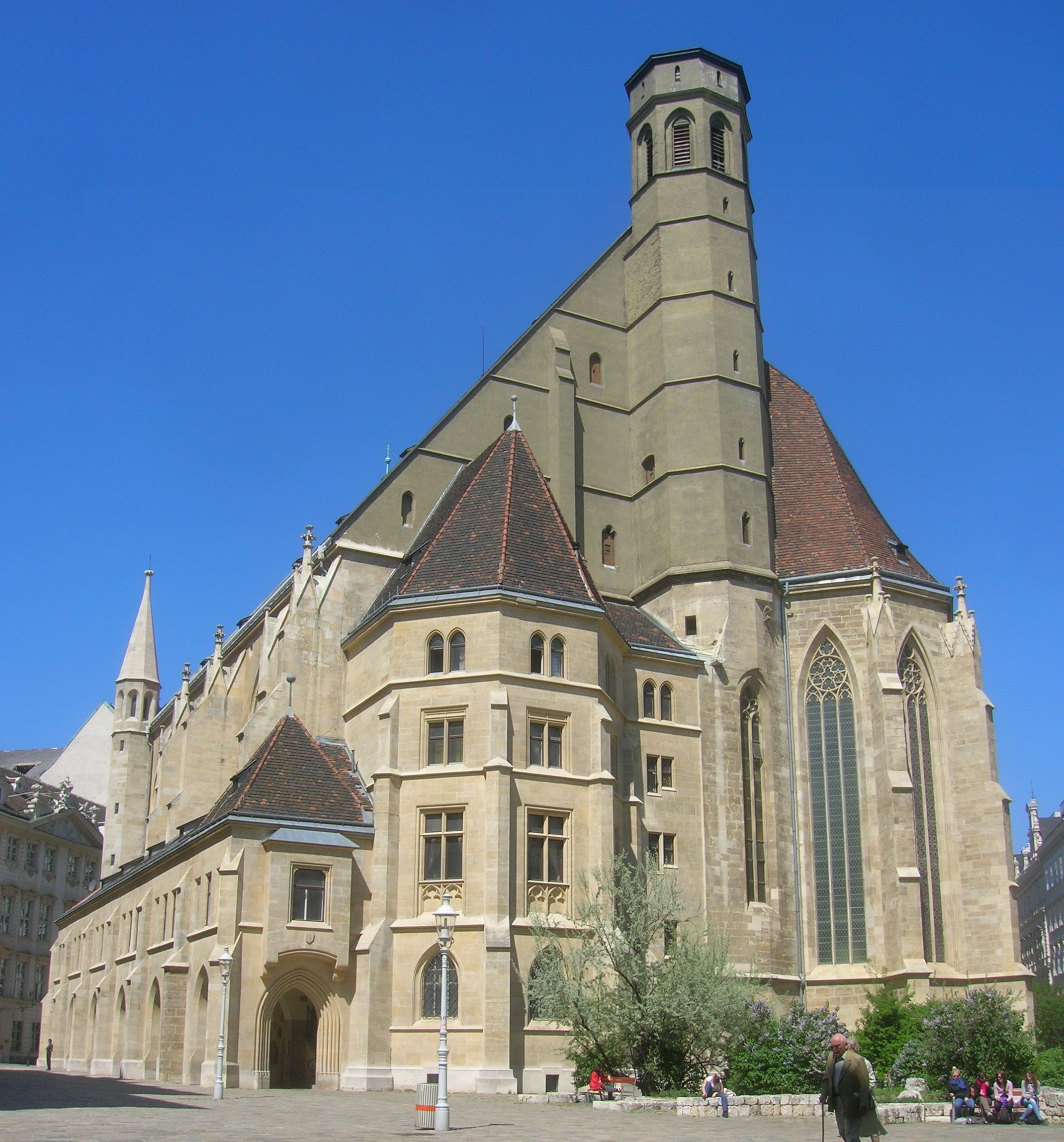
Chiesa dei Minoriti a Vienna, acquisita dalla Fraternità nel 2021
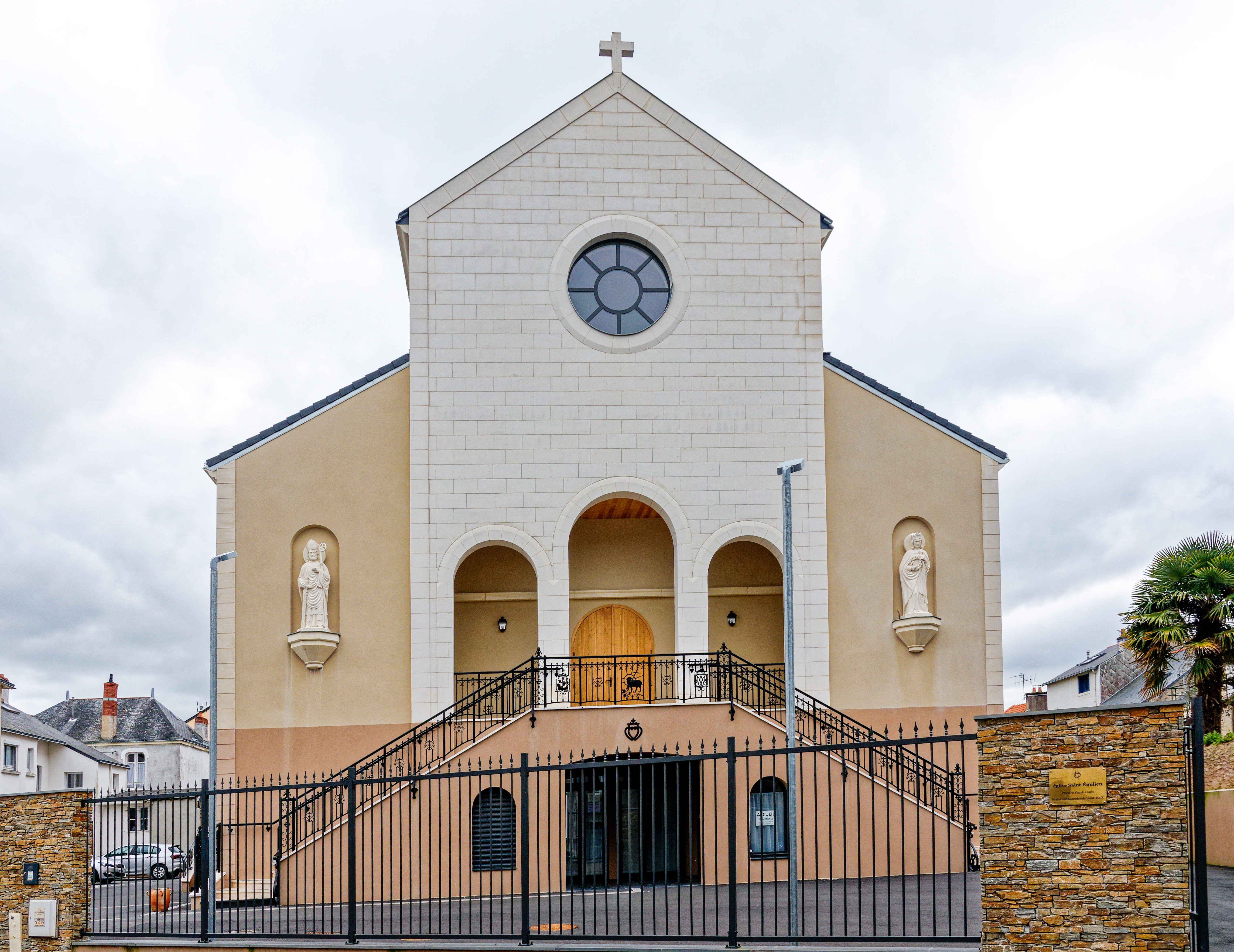
Chiesa di Sant'Emiliano a Nantes, costruita dalla Fraternità e inaugurata nel 2019
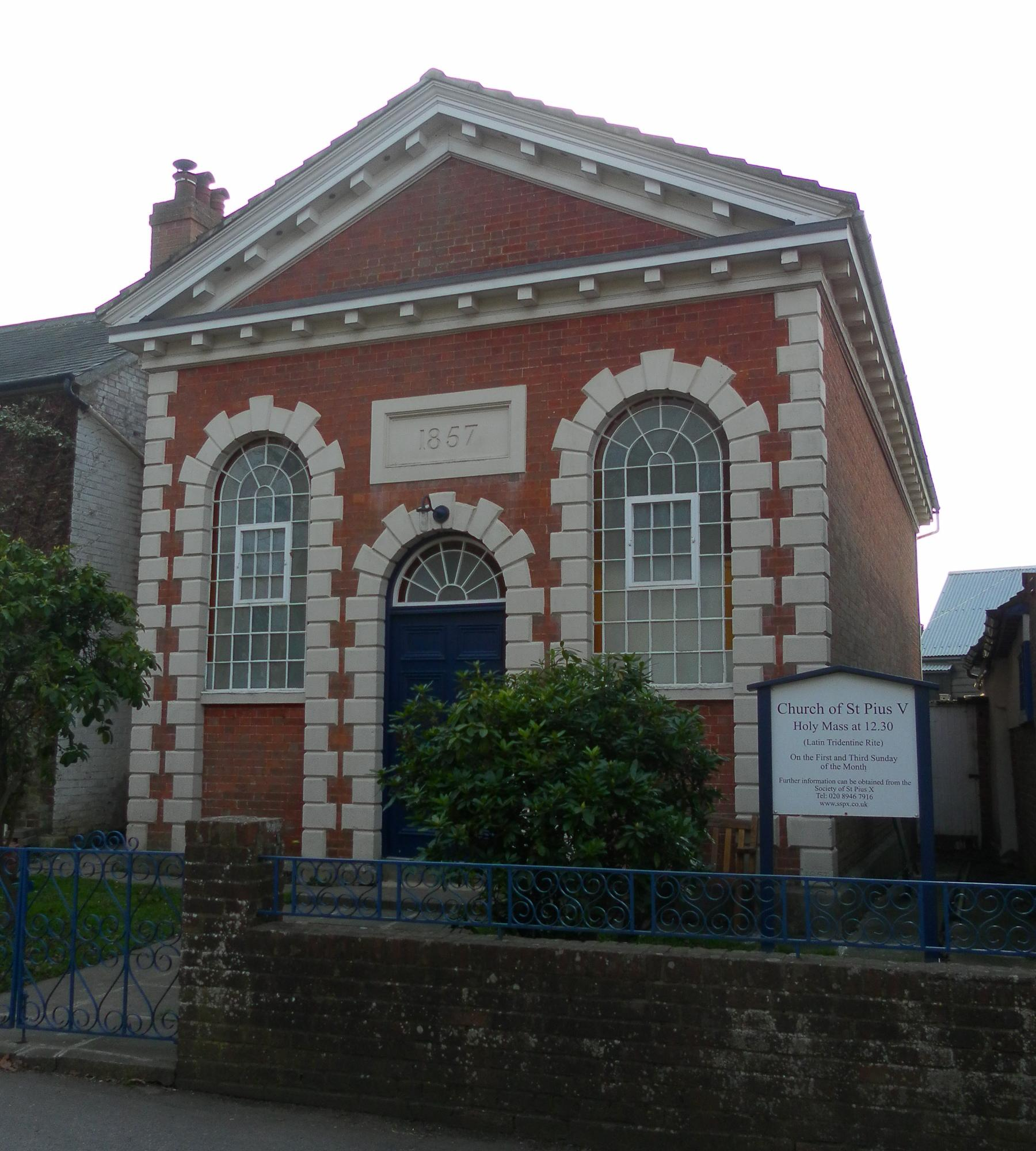
Chiesa di San Pio V a Groombridge, East Sussex. Costruita nel 1857 come cappella metodista, sconsacrata nel 1983, poi acquisita e riconsacrata dalla Fraternità
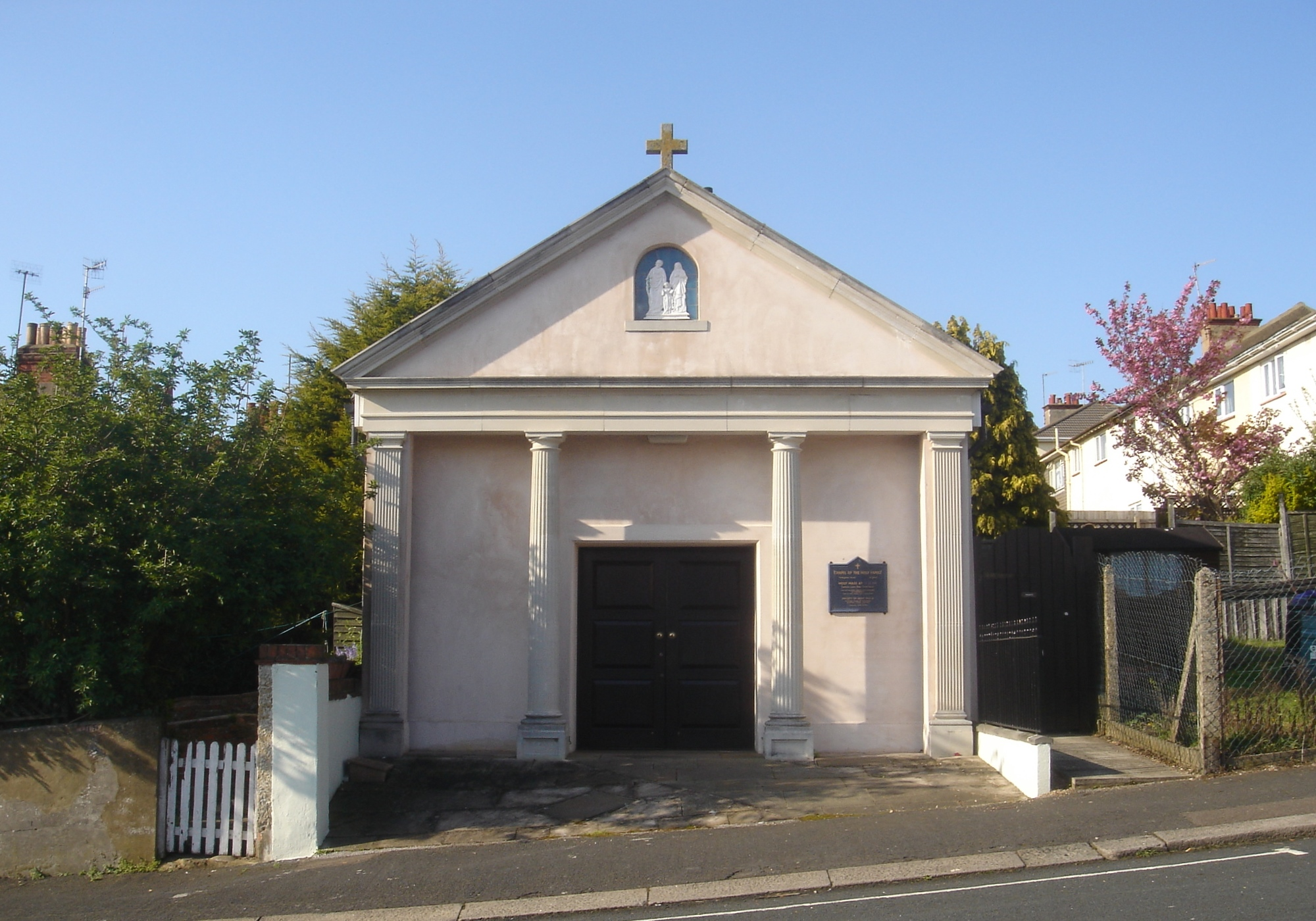
Cappella della Sacra Famiglia a Hillingdean a Brighton & Hove, officiata dalla Fraternità